# Skyscraper (film, 2018)
Pour les articles homonymes, voir Skyscraper (homonymie).
Pour plus de détails, voir Fiche technique et Distribution.
Skyscraper, ou Gratte-ciel (Skyscraper) au Québec est un film d'action américain écrit et réalisé par Rawson Marshall Thurber, sorti en 2018.

## Synopsis
À Ash Lake, dans le Minnesota. Le FBI, la Police et les secours gèrent une situation à haut risque où un forcené retient en otages sa femme et ses enfants chez eux après avoir tuer un policier. Face à l’échec des négociations, le FBI déploie son commando de libération des otages dont Will Sawyer, vétéran de l'armée américaine et chef de l’unité. Mais l’opération tourne mal lorsque le preneur d’otages se suicide avec un gilet explosif, ce qui coûte à Will sa jambe gauche. 
10 ans plus tard, marié à la chirurgienne militaire Sarah et père de jumeaux, Georgia et Henry, il est désormais à la tête de sa petite entreprise de sécurité dans les gratte-ciels. Will est recommandé par Ben Gillepsie, son partenaire et lui aussi ancien commando du FBI pour évaluer la sécurité du « Pearl », un gratte-ciel de 1 100 mètres situé à Hong Kong , qui compte 225 étages et est le plus haut du monde. Sa femme Sarah et ses jumeaux Henry et Georgia logent avec lui dans les étages résidentiels non encore ouverts. Lors d'une rencontre avec Ben, le propriétaire du Pearl, Zhao Long Ji, le directeur de la sécurité Okeke et le responsable des assureurs Pierce, Will rapporte que les systèmes informatisés de sécurité et d'incendie ont réussi ses tests, mais qu'il doit inspecter le centre de sécurité hors site.
Zhao fournit à Will une tablette qui lui donne le contrôle total des systèmes du « Pearl ». Will et Ben se rendent au complexe hors site, mais un voleur engagé par le terroriste international Kores Botha tente de s'en emparer. Ben trahit Will et l’attaque pour la tablette, ce qui entraîne la mort du premier. Botha et un groupe de ses hommes s'introduisent dans la tour et mettent à mal les systèmes de sécurité en utilisant un produit chimique hydroréactif pour déclencher un incendie au 96e étage, créant une barrière rendant impossible toute entrée ou sortie des 130 étages supérieurs.
Will tente de retourner au Pearl, mais est attaqué par Xia, l'un des associés de Botha. Xia et ses agents s'emparent de la tablette, tuent tous les occupants du bâtiment et utilisent la tablette pour désactiver les systèmes d'extinction d'incendie du Pearl et activer les bouches d'aération, propageant ainsi l'incendie aux étages supérieurs. Zhao et Okeke envoient des agents de sécurité pour secourir la famille de Will, mais ceux-ci sont tués dans une explosion et la famille est présumée morte. Poussé par Pierce, Zhao ordonne au personnel restant d'évacuer par hélicoptère. Pierce, un autre complice de Botha, les tue tous tandis que Zhao s'enfuit dans son appartement en attique et le verrouille pour empêcher toute intrusion. 
L'inspecteur Wu de la police de Hong Kong et son équipe tentent de sécuriser « The Pearl » et de capturer Will, soupçonné d'être à l'origine des incidents. Will leur échappe et pénètre dans la tour par-dessus la barrière coupe-feu à l'aide d'une grue depuis un bâtiment adjacent. Il tue Pierce avant que celui-ci ne puisse tuer sa famille, bien que Georgia soit séparée des autres.
Will fait traverser la barrière coupe-feu à Sarah et Henry dans un ascenseur à chute libre avant d'actionner les freins d'urgence, les laissant s'échapper sains et saufs. Sarah explique immédiatement la situation à Wu et que les hommes de Botha s'échapperont probablement en parachute vers une zone d'atterrissage proche. Will retrouve Georgia, mais ils sont capturés par Botha, qui exige Zhao en échange de Georgia. Will est contraint d'escalader dangereusement l'extérieur du bâtiment pour accéder au panneau de sécurité du penthouse de Zhao, puis entre et le confronte. Zhao explique que Botha lui avait extorqué de l'argent pendant le projet de construction de 6 milliards de dollars en menaçant de paralyser ses employés, mais qu'il conservait un fichier informatique détaillé des transactions à titre d'assurance, ce qui peut révéler les comptes et les noms de trois syndicats du crime pour lesquels Botha travaille. Botha a donc fomenté l'attaque pour obtenir les documents, car ses employeurs menacent de le tuer.
Will amène Zhao à Botha au sommet de la Perle, acceptant l'échange contre Georgia. Cependant, Zhao distrait Botha, lui permettant, avec Will, d'éliminer ses hommes de main. Botha attrape Georgia et menace de la déposer du haut du bâtiment, mais Will le déjoue, sauve Georgia et laisse Botha mourir dans l'explosion d'une grenade en tombant. Wu mène une attaque sur la zone de largage, sécurisant Xia après que Sarah l'ait maîtrisée et tué ses hommes de main. Sarah récupère la tablette et l'utilise pour redémarrer les systèmes de « The Pearl », éteignant ainsi l'incendie. Will, Georgia et Zhao sont ramenés sains et saufs par hélicoptère, et la famille Will se retrouve joyeusement réunie tandis que Wu reconnaît et salue enfin Will. Zhao annonce son intention de reconstruire la tour, qui présente d'importants dégâts causés par le feu, du 96e étage au toit.

## Fiche technique
- Titre original et français : Skyscraper
- Titre québécois : Gratte-ciel
- Réalisation et scénario : Rawson Marshall Thurber
- Musique : Steve Jablonsky
- Photographie : Robert Elswit
- Montage : Michael L. Sale
- Production : Beau Flynn, Dwayne Johnson, Rawson Marshall Thurber et Hiram Garcia
- Sociétés de distribution : Legendary Pictures, Seven Bucks Productions et Flynn Picture Co.
- Sociétés de production : Universal Pictures (États-Unis) ; Universal Pictures International (France)
- Budget : 125 millions $
- Pays de production :  États-Unis
- Langue originale : anglais
- Format : couleurs – 2,35:1 – 35 mm, cinéma numérique — son Dolby Digital
- Genres : action et thriller
- Durée : 103 minutes
- Dates de sortie :
  - France : 11 juillet 2018
  - États-Unis et Canada : 13 juillet 2018

## Distribution
- Dwayne Johnson (VF : David Krüger ; VQ : Benoît Rousseau) : Will Sawyer
- Neve Campbell (VF : Sylvie Jacob ; VQ : Lisette Dufour) : Dre Sarah Sawyer, chirurgienne militaire
- Chin Han (VF : Stéphane Pouplard ; VQ : Maël Davan-Soulas) : Zhao Ming Zhi
- Roland Møller (VF : Emmanuel Gradi) : Kores Botha
- Pablo Schreiber (VF : Xavier Fagnon ; VQ : Frédéric Paquet) : Ben
- Noah Taylor (VF : Xavier Béjà) : M. Pierce
- Hannah Quinlivan (VF : Anne Tilloy) : Xia
- Matt O'Leary : le hacker de l'équipe
- Byron Mann (VF : Stéphane Fourreau ; VQ : Yves Soutière) : l'inspecteur Anthony "Tony" Wu
- McKenna Roberts (VF : Sarah usai-méry) : Georgia Sawyer
- Noah Cottrell (VF : Simon Faliu) : Henry Sawyer
- Elfina Luk (VF : Nathalie Karsenti) : Sergent Janet Han
- Kevin Rankin (VF : Vincent Ropion ; VQ : Alexandre L'Heureux) : Ray
- Adrian Holmes (VF : Christophe Peyroux) : Ajani Okeke
- Tzi Ma : Sheng, le chef des pompiers

 Source et légende : version québécoise (VQ) sur Doublage.qc.ca

## Accueil

### Accueil critique
Sur le site d'agrégation de critiques Rotten Tomatoes, le film bénéficie d'un taux d'approbation de 47 % basé sur 260 opinions, avec une note moyenne de 5,1⁄10. Sur Metacritic, qui attribue une pondération note moyenne aux commentaires, le film a un score de 51⁄100 basé sur 42 critiques. Les spectateurs interrogés par CinemaScore ont attribué au film une note moyenne de "B +" sur une échelle de A + à F.

### Box-office
| Pays ou région    | Box-office      | Date d'arrêt du box-office | Nombre de semaines |
| ----------------- | --------------- | -------------------------- | ------------------ |
| États-Unis Canada | 68 420 120 $    | -                          | -                  |
| France            | 700 000 entrées | -                          | -                  |
| Total mondial     | 304 868 961 $   | -                          | -                  |

## Nominations
- Kids' Choice Awards 2019 :
  - Meilleur acteur de cinéma préféré pour Dwayne Johnson
  - Botteur de fesses préféré pour Dwayne Johnson